# Hans Sattler (Komponist)
Hans Sattler (* 3. Januar 1901 in Pirna; † 26. August 1959 in Esslingen am Neckar) war ein deutscher Komponist, Musiker  und Autor.

## Wirken
Sattler besuchte in Breslau das Elisabet-Gymnasium und danach das Heilig-Geist-Gymnasium. Von 1919 bis 1921 studierte er in Breslau bei Max Gulbins Orgel, Musiktheorie, Klavier und Komposition, sowie von 1920 bis 1921 darüber hinaus in Berlin bei Julius Prüwer Dirigieren und Instrumentation und bei Ludwig Wallerstein Klavier. Ab 1922 wirkte er als Korrepetitor am Stadttheater Breslau, ab 1926 als Solorepetitor.
Außerdem komponierte er erfolgreiche Schlager wie Wenn sich eine schöne Frau verliebt (1934) und Schlaf ein mein Kind schlaf ein (1935) für die „deutsche Nachtigall“ Erna Sack und Unterhaltungsprogramme für den Hörfunk wie die Funkrevue Ohne roten Faden (1932). Das Notenblattoriginal einer 1930 entstandenen Vertonung Sattlers von Kurt Tucholskys Gedicht Japan wird im Kurt-Tucholsky-Literaturmuseum verwahrt.
In der Nachkriegszeit vornehmlich als Komponist und Textbearbeiter für das Hörspiel tätig, versuchte er sich auch als Autor von Erzählungen wie Die große Stunde und Die Himmelfahrt der Witwe Anna Karolina Holzschuh (1949).

## Werke (Auswahl)

### Kompositionen
- op. 1: Lieder (1919)
- op. 2: Pinkepunk. Weihnachtsmärchen (1924)
- op. 5: Zwei Quintette für Männerstimmen
- op. 7: Die Flucht vor der Liebe. Revueoperette (1927)
- op. 8: Mexikanische Tanzsuite für Kammerorchester (1927)

Quelle:

### Hörspiele (Auswahl)
Die ARD-Hörspieldatenbank enthält (Stand: März 2025) für den Zeitraum von 1928 bis 1958 insgesamt 76 Datensätze, bei denen Hans Sattler als Autor, Bearbeiter, Komponist, Regisseur und Sprecher geführt wird. Hierbei muss berücksichtigt werden, dass die Jahrgänge von 1931 bis Kriegsende 1945 in der Datenbank noch nicht erfasst sind.
Autor
- 1946: Akulina – Regie: Cläre Schimmel (Radio Stuttgart)
- 1946: Der Weg des Wolfgang Amadeus Siebenhaar (auch Komponist und Pianist) – Regie: Alfred Vohrer (Radio Stuttgart)
- 1946: Amor auf Urlaub. Eine sommerlich-heitere Angelegenheit – Regie: Peter Kehm (Radio Stuttgart)
- 1946: Die unselige Leidenschaft des Justus Boehm – Regie: Cläre Schimmel (Radio Stuttgart)
- 1946: Die drei Tage. Hörspiel einer Heimkehr – Regie: Alfred Vohrer (Radio Stuttgart)
- 1946: Die Nacht von Soledad – Regie: Walter Ohm (Radio München)
- 1946: Die Nacht von Soledad – Regie: Alfred Vohrer (Radio Stuttgart)
- 1947: Hörst du mich, Annabella? – Regie: Cläre Schimmel (Radio Stuttgart)
- 1947: Das Opfer – Regie: Nicht bekannt (Radio Stuttgart)
- 1947: Mythos eines Lebens. Hörfolge um Albert Schweitzer – Regie: Raymond Ritter (Hörbild – Radio Stuttgart)
- 1947: Cervantes – Regie: Cläre Schimmel (Radio Stuttgart)
- 1947: Old Man River. Eine Mississippi-Fantasie unter Benutzung von amerikanischer Lyrik – Regie: Paul Land (Radio Stuttgart)
- 1947: Der Weg aus dem Dunkel – Regie: Alfred Braun (Berliner Rundfunk)
- 1947: Heinrich Heine hat das Wort. Ein literarisches Spiel aus dem Jenseits – Regie: Oskar Nitschke (Radio Stuttgart)
- 1947: Die Wunderkerze oder Die tragische Geschichte einer wundersamen Erfindung und ihr glücklicher Ausgang. Ein heiteres Spiel um den Weihnachtsbaum – Regie: Paul Land (Radio Stuttgart)
- 1948: Reihentitel: Anno 1848: Vormärz. Eine Hörfolge um Deutschland vor dem Jahr 1848 – Regie: Oskar Nitschke (Radio Stuttgart)
- 1948: Notturno. Eine Vision um den sterbenden Chopin – Regie: Cläre Schimmel (Hörbild, Monolog – Radio Stuttgart)
- 1948: Der Weg aus dem Dunkel – Regie: Oskar Nitschke (Radio Stuttgart)
- 1948: Amor auf Urlaub. Eine sommerlich-heitere Angelegenheit – Regie: Eduard Hermann (NWWR Köln)
- 1953: Drei Straßen – Drei Welten. Ein Spaziergang über drei berühmte Straßen: Broadway – Champs Elysées – Unter den Linden – Regie: Nicht bekannt (SDR)
- 1954: Weiße Nächte Regie: Walter Knaus (SDR)

Quelle: ARD-Hörspieldatenbank

### Schriften
- Der azurblaue Kachelofen. Ein Mann hat Heimweh (Erzählungen) 1948